# Hypsicera eriplanator
Hypsicera eriplanator là một loài tò vò trong họ Ichneumonidae.